# Wu Lei
Wu Lei (chinesisch 武磊, Pinyin Wǔ Lěi; * 19. November 1991 in Nanjing), im deutschen Sprachraum unter der dort üblichen Namensreihenfolge Lei Wu bekannt, ist ein chinesischer Fußballspieler, der seit 2022 bei Shanghai Port in der Chinese Super League unter Vertrag steht. Wu zählt zu den talentiertesten Spielern seines Landes, sein Debüt gab er bereits im Alter von 14 Jahren und 287 Tagen, damit hält er in China den Rekord für den jüngsten Spieler, der im Profifußball eingesetzt wurde. Wu ist vor allem für seine Dribblings, seine Schussqualitäten und seine teils spektakulären Tore bekannt, weswegen er auch „Chinas Maradona“ genannt wird.

## Karriere

### Verein
Erstmals auf sich aufmerksam machte Wu sich beim AFC U14-Boys' Festival 2004, als er mit seinem Land das Turnier gewann und selbst mit sechs Toren dazu maßgeblich beitrug. Zwei Jahre später gab Wu als 14-Jähriger sein Debüt am 2. September 2006 bei einer 3:5-Niederlage gegen Yunnan Lijiang Dongba, sein Club spielte damals noch in der zweiten Liga. Sein erstes Tor erzielte er am 30. August 2008 gegen Qingdao Hailifeng, das Spiel gewann sein Verein mit 2:0. Schnell avancierte Wu zum Stammspieler und zementierte seine Leistungen mit zahlreichen Toren. In der Saison 2012 der zweiten Liga gelang ihm mit seiner Mannschaft schließlich der Aufstieg, Wu selbst erzielte hierbei 17 Tore und war damit einer der Hauptakteure dieses Erfolgs. Der ehemalige Trainer der chinesischen Nationalmannschaft Xu Genbao, in Wus Jugend sein Trainer, bedachte Wus Leistungen daraufhin mit den Worten „Wu Lei ist ein Geschenk Gottes“. Auch den europäischen Klubs entging Wus Talent nicht. Beim Sun Trophy Cup 2013, welches in Spanien ausgetragen wurde, traf Wu zweimal. Im Halbfinale war zwar Schluss, Shanghai schied gegen die damals von Ole Gunnar Solskjær trainierte Mannschaft Molde FK aus, dennoch hinterließ Wu mit seinen Dribblings und seinen Toren einen bleibenden Eindruck. Solskjær bekundete daraufhin ernsthaftes Interesse an Wus Verpflichtung, der Transfer kam aus diversen Gründen jedoch nicht zustande. Wu erklärte anschließend, dass er, falls ein anderer europäischer Klub ihn unter Vertrag nehmen wolle, er nicht zögern werde, dieses Angebot anzunehmen. Vor Beginn der Saison 2013 setzte Wu sich das Ziel, „mindestens zehn Tore“ zu erzielen, ein Ziel, das er mit 15 Treffern überbieten konnte. Mit Shanghai SIPG erreichte er den neunten Tabellenplatz, Wu wurde Torschützenkönig seiner Mannschaft und dritter Platz in der Torjägerliste der Liga. Erwähnenswert ist, dass Wu dreimal ein Hattrick gelang, keinem anderen Spieler gelangen mehr in jener Saison. Auch in den folgenden Jahren konnte er seine guten Leistungen konstant fortsetzen. 2018 konnte Wu dann auch erstmals die Meisterschaft in der Chinese Super League feiern.
Ende Januar 2019 wechselte Wu nach Spanien zum katalanischen Verein Espanyol Barcelona und gab sein Debüt sogleich am 3. Februar 2019, als er bei einem Ligaspiel gegen den FC Villarreal für Dídac Vilà in der 78. Minute eingewechselt wurde. Am folgenden Spieltag kam er bei der Partie gegen Rayo Vallecano bereits in der 34. Minute ins Spiel, da Pablo Piatti verletzungsbedingt ausgewechselt werden musste. In der 72. Minute holte er einen Elfmeter für seinen neuen Verein heraus, den Borja Iglesias anschließend verwandelte. Somit verhalf Wu entscheidend zum späteren 2:1-Erfolg. Er erzielte sein erstes Tor für Espanyol am 2. März 2019 bei einem Ligaspiel gegen Real Valladolid, dies macht Wu zum ersten Chinesen, der in der höchsten spanischen Liga ein Tor erzielen konnte. Mit dem Verein stieg er zwar im Sommer 2020 in die Zweitklassigkeit ab, konnte aber ein Jahr später als Meister den sofortigen Wiederaufstieg feiern. Insgesamt absolvierte er für die Katalanen 126 Pflichtspiele und erzielte dabei 16 Treffer. Ein Tor davon gelang ihm am 3. Oktober 2019 in der Gruppenphase der UEFA Europa League gegen ZSKA Moskau, doch im Sechzehntelfinale des Wettbewerbs schied man dann gegen die Wolverhampton Wanderers aus.
Am 11. August 2022 kehrte Wu wieder zurück in die heimische Chinese Super League und schloss sich mit einem Fünfjahresvertrag dem Shanghai Port FC an. Dort erzielte er im dritten Ligaspiel sofort einen Doppelpack zum 3:0-Sieg über Chengdu Rongcheng. Am Ende der Saison 2023 feierte er mit dem Verein die Meisterschaft.

### Nationalmannschaft
Auch in den Jugendnationalmannschaften traf Wu regelmäßig, so dass er erstmals 2010 für die Senioren berufen wurde, mit denen er an der Ostasienmeisterschaft 2010 teilnahm. Sein Debüt gab er hier am 14. Februar 2010 gegen Hong Kong, welches China mit 2:0 für sich entscheiden konnte. Seitdem ist Wu Lei fester Bestandteil der chinesischen Nationalmannschaft geworden und hat mittlerweile über 80 Partien absolviert.

## Spielstil
Wu spielt mit Zug zum Tor. Von den Außenbahnen zieht er oft in den gegnerischen Strafraum und sucht schnell den Abschluss. Er selbst sagt dazu: „Ich suche immer nach guten Gelegenheiten, und wenn sich eine bietet, versuche ich, mich mit meiner Beweglichkeit und meiner Antrittsschnelligkeit gegen die Abwehrspieler durchzusetzen.“ Auch aus der Distanz probiert es Wu, wenn er die Gelegenheit wahrnimmt, hierdurch gelangen ihm schon einige sehenswerte Treffer. Zudem ist er trotz seiner vergleichsweise geringen Größe von 1,73 m kopfballstark und stellte dies auch mit diversen Toren unter Beweis.

## Trivia
Wu Leis Wechsel nach Spanien wurde in China von enormen medialem Interesse begleitet, und auch viele Chinesen verfolgten den Wechselprozess aufmerksam. Bereits 48 Stunden nach Bekanntgabe des Wechsels zu Espanyol Barcelona wurden über 1.600 Trikots mit seinem Namen verkauft, mittlerweile beläuft sich die Zahl der verkauften Trikots auf über 5.000. Obwohl Wu in seinem ersten Spiel für Espanyol Barcelona lediglich zu knapp 15 Minuten Einsatz kam, verfolgten über 40 Millionen Zuschauer in China das Spiel gegen den FC Villarreal.
Wu Lei war der erste chinesische Spieler, der am 30. März 2019 in einem dramatischen Derby gegen den FC Barcelona ein Tor erzielte. Der Stürmer von Espanyol erzielte zwei Minuten vor Schluss ein 2:2-Unentschieden gegen den Tabellenführer.
Als Kind war die Familie von Wu Lei finanziell nicht sehr gut gestellt. Wu gehört der Volksgruppe der Hui an. Er ist seit 2014 verheiratet und hat zwei Kinder.

## Erfolge

### Verein
Shanghai Port FC (Shanghai SIPG)
- Meister der China League Two: 2007
- Meister der China League One: 2012
- Meister der Chinese Super League: 2018, 2023, 2024

Espanyol Barcelona
- Meister der Segunda División: 2021

### Nationalmannschaft
- Ostasienmeister: 2010

## Auszeichnungen
- Gewinner des inländischen „Goldenen Schuhs“ (treffsicherster Chinese) der Chinese Super League: 2013, 2014, 2015, 2016, 2017, 2018
- Torschützenkönig der Chinese Super League: 2018, 2024
- Aufnahme ins „Team of the Year“ der Chinese Super League: 2014, 2015, 2016, 2017, 2018
- Chinas Fußballer des Jahres: 2018, 2019, 2021